# Cut 4 Me
Cut 4 Me – debiutancki mixtape amerykańskiej piosenkarki i autorki tekstów Keleli, wydany w październiku 2013 nakładem Fade to Mind. Chcąc nadać mixtape’owi brzmienie remix albumu, Kelela połączyła swój wokal z utworami instrumentalnymi nagranymi przez DJ-ów z wytwórni Fade to Mind i Night Slugs. Magazyn „Spin” opisał to brzmienie jako „jeden z najbardziej charakterystycznych dźwięków w brytyjskiej muzyce tanecznej, zmienna hybryda grime’u, house’u, electro, R&B, techno, hip-hopu i dubstepu”. Album zdobył pochwały krytyków muzycznych i innych muzyków, takich jak Solange Knowles czy Björk, i wymieniony został na listach różnych publikacji.

## Lista utworów
| #   | Tytuł                        | Produkcja                           | Długość |
| --- | ---------------------------- | ----------------------------------- | ------- |
| 1.  | „Guns & Synths”              | Bok Bok, Napolian, Tariq & Garfield | 2:56    |
| 2.  | „Enemy”                      | Nguzunguzu                          | 4:17    |
| 3.  | „Floor Show”                 | Girl Unit                           | 4:38    |
| 4.  | „Do It Again”                | NA                                  | 3:00    |
| 5.  | „Go All Night (Let Me Roll)” | Morri$                              | 1:43    |
| 6.  | „Bank Head”                  | Kingdom                             | 5:02    |
| 7.  | „Cut 4 Me”                   | Kingdom                             | 3:53    |
| 8.  | „Keep It Cool”               | Jam City                            | 4:10    |
| 9.  | „Send Me Out”                | Kingdom                             | 4:12    |
| 10. | „Go All Night (Let it Burn)” | Morri$                              | 1:46    |
| 11. | „Something Else”             | Nguzunguzu                          | 4:07    |
| 12. | „A Lie”                      | Bok Bok                             | 3:39    |
| 13. | „Cherry Coffee”              | Jam City                            | 5:59    |